# Situla cuculli
Situla cuculli är en sjöpungsart som beskrevs av Monniot 1991. Situla cuculli ingår i släktet Situla och familjen Octacnemidae. Inga underarter finns listade i Catalogue of Life.